# Système Romme du calendrier républicain
Les années sextiles après l'an XVI sont calculées selon le système du Comité Romme, parce que le système original n'est pas applicable pour les années après l'an XVIII à cause des articles incompatibles III et X du décret de la Convention.